# (21021) 1988 XL2
(21021) 1988 XL2 est un astéroïde de la ceinture principale d'astéroïdes de 14,792 km de diamètre découvert en 1988.

## Description
(21021) 1988 XL2 a été découvert le 7 décembre 1988 à l'observatoire Gekko, situé à Shizuoka (Japon), par Yoshiaki Ōshima.

### Caractéristiques orbitales
L'orbite de cet astéroïde est caractérisée par un demi-grand axe de 3,11 UA, un périhélie de 2,41 UA, une excentricité de 0,23 et une inclinaison de 15,98° par rapport à l'écliptique. Du fait de ces caractéristiques, à savoir un demi-grand axe compris entre 2 et 3,2 UA et un périhélie supérieur à 1,666 UA, il est classé, selon la JPL Small-Body Database, comme objet de la ceinture principale d'astéroïdes.

### Caractéristiques physiques
(21021) 1988 XL2 a une magnitude absolue (H) de 12,9 et un albédo estimé à 0,067, ce qui permet de calculer un diamètre de 14,792 km. Ces résultats ont été obtenus grâce aux observations du Wide-Field Infrared Survey Explorer (WISE), un télescope spatial américain mis en orbite en 2009 et observant l'ensemble du ciel dans l'infrarouge, et publiés en 2012 dans un article présentant les résultats concernant 13 511 astéroïdes de la ceinture principale.